# 李明华
李明华（1959年11月—），北京人，1979年12月参加工作，1991年6月加入中国共产党。现任十三届全国政协文化文史和学习委员会委员，曾任中央档案馆馆长、国家档案局局长。中共十九大代表。

## 生平
1979年12月在中央档案馆参加工作，1991年6月加入中国共产党。历任中央档案馆国家档案局档案资料保管部中央部委中央局档案保管处处长、宁夏回族自治区档案局馆副局馆长、宁夏回族自治区党委办公厅助理巡视员兼自治区档案局馆副局馆长、中央档案馆国家档案局档案资料保管部主任、中央档案馆国家档案局副局长副馆长。2015年7月任中央档案馆馆长，2015年8月任国家档案局局长。2018年1月，当选第十三届全国政协委员。他是中共十九大代表。